# 31972 Carlycrump
31972 Carlycrump este un asteroid din centura principală de asteroizi.

## Descriere
31972 Carlycrump este un asteroid din centura principală de asteroizi. A fost descoperit pe 27 aprilie 2000 la Socorro, New Mexico, în cadrul proiectului LINEAR. Asteroidul prezintă o orbită caracterizată de o semiaxă mare de 2,30 ua, o excentricitate de 0,05 și o înclinație de 5,8° în raport cu ecliptica.